# Pronto Plus
Pronto Plus (někdy zkráceně Pronto) byl český řetězec supermarketů a později i hypermarketů sídlící v Praze. Společnost a řetězec vznikly roku 1992 pod záštitou majitele společnosti Rudolfa Kubáta. Během své existence si nacházel u zákazníků oblibu a jeho oblíbenost začala růst. V roce 1996 se umístil řetězec na čtvrtém místě v žebříčku návštěvnosti. Ke květnu 1997 vlastnil řetězec 50 prodejen. V témže roce se supermarketový řetězec rozhodl rozšířit svou působnost i o hypermarkety a nechal vystavět hypermarket v Ústí nad Labem-Trmicích a následně v Brně-Heršpicích a Slezské Ostravě (který ale vzhledem ke svému zániku už nestihla společnost otevřít) v rámci dlouhodobého výhledu provozu 25 hypermarketů roku 2000.
Řetězec se kvůli náhlému prudkému krachu rozhodl roku 1998 ukončil svůj provoz a 25 prodejen včetně jednoho hypermarketu prodal řetězci Julius Meinl, Trmický hypermarket ještě s předstihem prodal řetězci Globus. Šest hypermarketů, které byly toho času ve výstavbě, řetězec nechal osudu.